# Туркестанский легион
Туркеста́нский легио́н (нем. Turkistanische Legion) — один из «восточных легионов» (национальных вооружённых формирований) вермахта, созданный из представителей тюркских народов и республик Центральной Азии (казахи, узбеки, туркмены, киргизы, каракалпаки, турки, уйгуры, и т. д.), которые принимали участие во Второй мировой войне на стороне нацистской Германии.

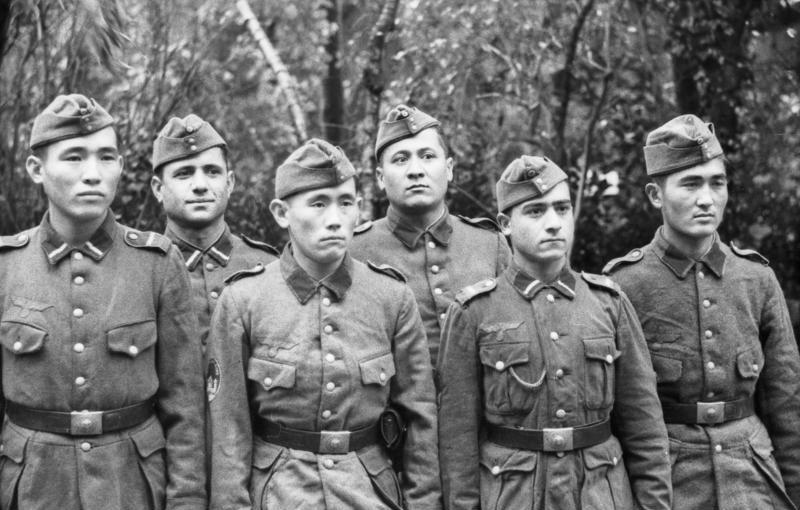
Добровольцы Туркестанского легиона вермахта во Франции, 1943 год

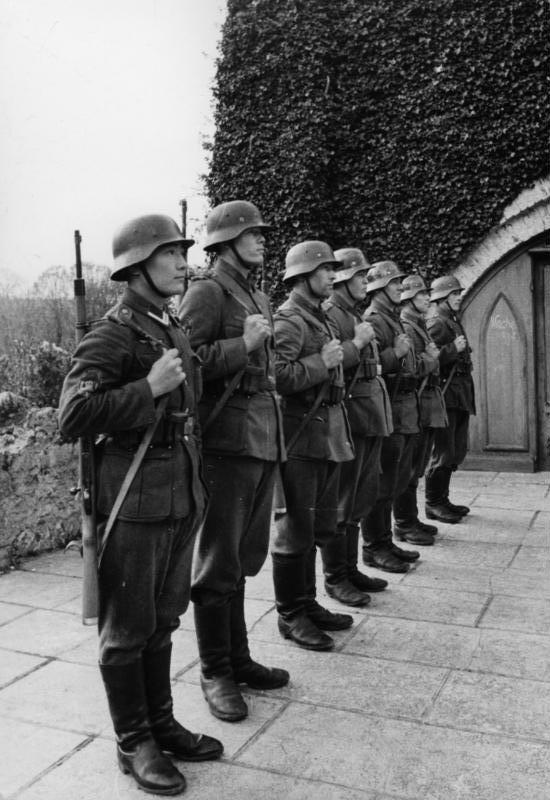
Солдаты Туркестанского легиона в Северной Франции, 1943 год

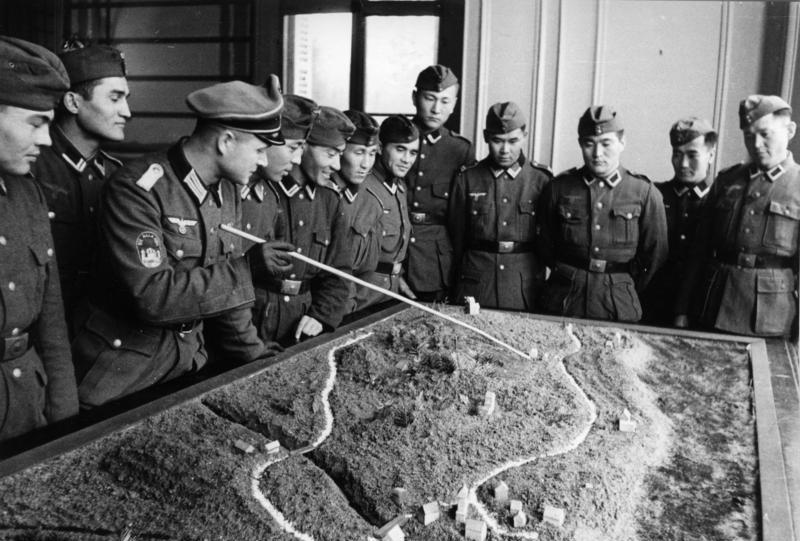
Солдаты Туркестанского легиона во время разрабатывания плана в Нормандии, 1943 год

## Предшествующие события
Общие принципы политики нацистов в отношении СССР и населяющих его народов были определены в 1920-е — 1930-е годы — СССР рассматривали в качестве пространства для немецкой колонизации («Ostraum»). После прихода нацистов к власти в 1933 году разработка «восточной политики» стала составной частью государственной политики нацистской Германии, в связи с подготовкой к войне в 1930-е годы в Германии были созданы научные центры, занимавшиеся изучением межнациональных отношений в СССР и национальной политики правительства СССР. Ещё до начала войны против СССР, 30 марта 1941 года на собрании руководителей трёх видов вооружённых сил Гитлер дал определение характеру будущей войны и потребовал от руководства вооружённых сил отказаться от соблюдения общепринятых правил ведения войны.
Сотрудничество с тюркскими народами (относительное большинство из которых, с точки зрения «расовой теории» нацистской Германии, относились к «неарийским» народам и рассматривались как неполноценные «недочеловеки») немцы изначально не предусматривали. В то же время, немецкие спецслужбы и некоторые представители военно-политического руководства считали полезным использовать в своих интересах имеющиеся межнациональные противоречия с целью противопоставить друг другу и разобщить народы СССР, а также привлекать к сотрудничеству отдельных представителей этих народов и использовать потенциал антисоветски настроенных категорий населения.
В отношении Туркестана, который вошёл в состав Российской империи во второй половине XIX века, ими являлись сторонники самостоятельной государственности Туркестана, представители исламского духовенства, участники гражданской войны и басмаческого движения.
В конце мая 1941 года в рейхсминистерстве пропаганды были разработаны «подготовительные меры против России». Согласно установкам специальной директивы по вопросам пропаганды, немецким войскам предписывалось всячески подчеркивать, что противником Германии являются не народы Советского Союза. Более того, что германские вооруженные силы пришли в страну не как враги, а напротив, как освободители, стремящиеся избавить людей от советской тирании.
На территории среднеазиатских республик СССР планировалось создание рейхскомиссариата «Туркестан» (хотя в пропагандистских целях военнослужащим Туркестанского легиона обещали создание Большого Туркестана — государства под протекторатом Германии, которое должно было включать, помимо Средней Азии и Казахстана, ещё и Башкирию, Поволжье, Азербайджан, Северный Кавказ и Синьцзян).

## История

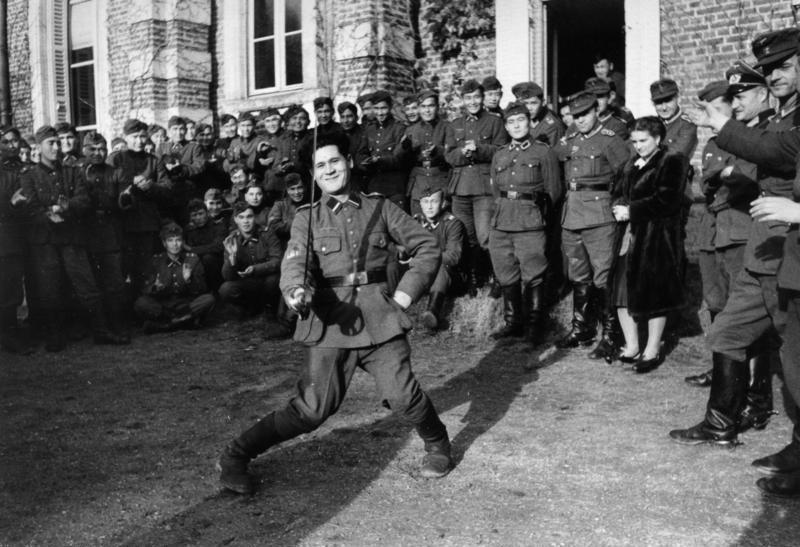
Солдаты Туркестанского легиона в свободное время

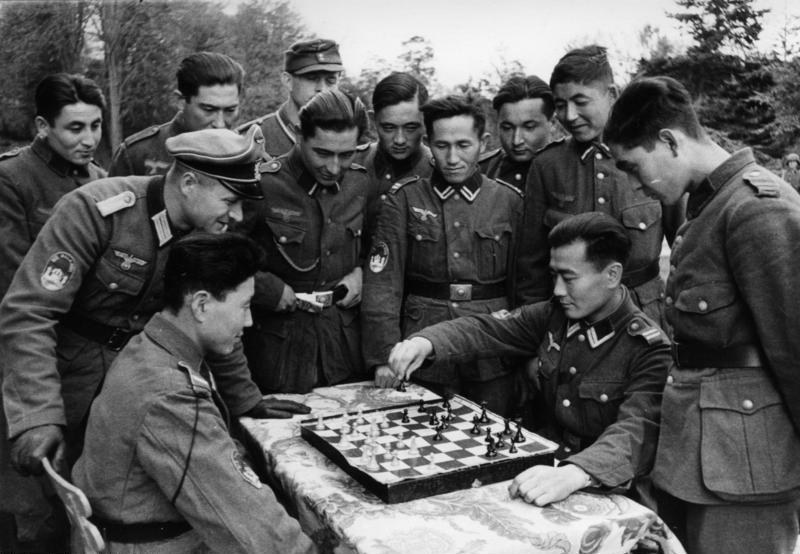
Солдаты Туркестанского легиона в свободное время

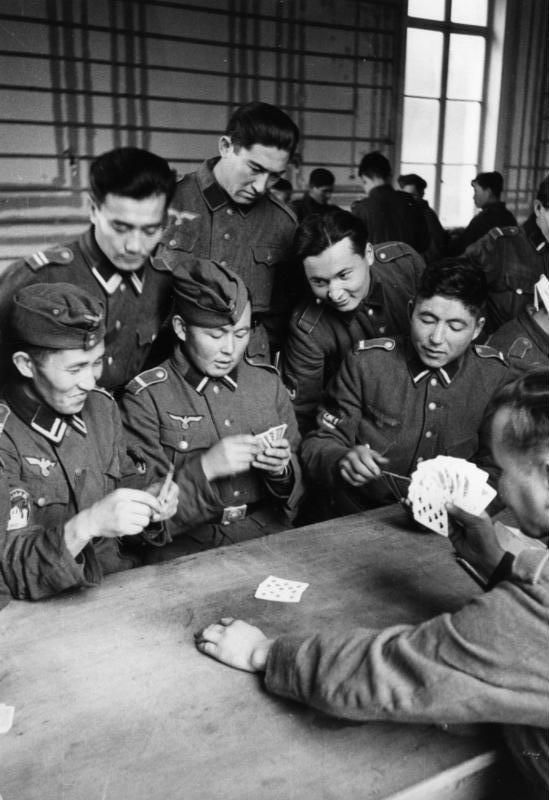
Солдаты Туркестанского легиона в свободное время

В августе-сентябре 1941 года в немецких лагерях для советских военнопленных были созданы и начали работать комиссии, составлявшие списки «тюркско-мусульманских» военнопленных РККА.
Первый туркестанский батальон под командованием майора А. Майер-Мадера был сформирован в октябре 1941 года и передан в подчинение 2-го отдела абвера. Личность и национальную принадлежность служивших в нём военнослужащих определить затруднительно, поскольку часть военнослужащих по немецким документам имела национальность «Turkestaner», а некоторые военнослужащие записывались на немецкую военную службу под вымышленными фамилиями (в дальнейшем, этот батальон был преобразован в 450-й туркестанский батальон и использовался в качестве пехотного подразделения).
15 ноября 1941 г. генерал-квартирмейстер ОКХ Э. Вагнер издал приказ «О создании охранных сотен из военнопленных туркестанской и кавказской национальностей», в соответствии с которым при 444-й охранной дивизии вермахта (действовавшей в районе Запорожья и обеспечивавшей охрану тылового района группы армий «Юг») был создан Туркестанский полк (Turkestanisches Regiment) под командованием обер-лейтенанта Таубе, представлявший собой четыре пехотные роты под командованием немецких офицеров и фельдфебелей (в немецких служебных документах проходивший под наименованием 444-й тюркский батальон — «Turk-Bataillon 444»). Зимой 1941/42 года «туркестанский полк» нёс охранную службу в Северной Таврии, на участке между устьем Днепра и Перекопом.
Приказ о создании Туркестанского легиона был издан 17 декабря 1941 г., в легион принимались туркмены, узбеки, казахи, киргизы, каракалпаки.
20 декабря 1941 года А. Гитлер дал разрешение на создание в составе немецкой армии вооружённых подразделений из бывших граждан СССР неславянских национальностей.
После зимнего наступления Красной Армии под Москвой для немецкого высшего военно-политического руководства стало очевидно, что «блицкриг» окончился неудачей, война против СССР приобретает затяжной характер и сроки её окончания определить невозможно. С этого момента начинается второй этап немецкой политики в отношении оккупированных территорий СССР, который характеризуется стремлением в максимальной степени использовать в интересах рейха материальные и человеческие ресурсы оккупированных «восточных территорий». Среди командования вооружённых сил повышается интерес к проектам создания в составе немецкой армии вооружённых подразделений из иностранцев под немецким командованием, которые рассматривают в качестве средства, способного уменьшить потери среди немецких военнослужащих.
После того, как руководство рейха приняло решение о наступлении в кампании 1942 года на южном участке Восточного фронта, создание военизированных подразделений из представителей народов Кавказа и Средней Азии имело для немецкого руководства не только военные и пропагандистские, но также политические цели (наличие подразделений из представителей мусульманских народов в составе немецкой армии рассматривали как фактор, способный привлечь на сторону Германии не только народы Кавказа и Средней Азии, но и Турцию). Политической организацией такого характера, принявшей активное участие в формировании Туркестанского легиона, являлся Национальный комитет объединения Туркестана Вели Каюм-хана — туркестанского национал-социалиста, к тому времени двадцать лет жившего в Германии.
13 января 1942 года было утверждено решение о создании Туркестанского легиона и Кавказско-магометанского легиона. Туркестанский легион комплектовался представителями различных национальностей, помимо уроженцев Туркестана в нём служили также азербайджанцы, таджики и представители северокавказских народов.
18 февраля 1942 года в Рембертове был создан «штаб формирования восточных легионов» («Aufstellungsstab der Ostlegionen»), который возглавил майор А. Майер-Мадер.
В феврале 1942 г. в местечке Легионово на территории «генерал-губернаторства» был создан учебный лагерь (нем. SS-Sonderlager Legionowo), в который отправляли кандидатов для службы в «Туркестанском легионе». Большинство кандидатов поступало в Легионово из особого сборного лагеря в Бухенвальде.
В апреле — мае 1942 года количество добровольцев среди отобранных для службы в легионе было невелико (из трёх тысяч советских военнопленных в Ченстоховском лагере только пять человек стали добровольцами Туркестанского легиона).
Весной 1942 года организационный отдел ОКХ отдал приказ отправлять в распоряжение штаба восточных легионов «всех военнопленных туркестанцев, татар и кавказцев», содержащихся в лагерях для военнопленных на территориях «генерал-губернаторства», рейхскомиссариата «Украина» и рейхскомиссариата «Остланд», а также захваченных в плен войсками группы армий «Север» и группы армий «Центр». Также, весной 1942 года был создан организационный штаб «К», который начал активную деятельность по вербовке добровольцев для «восточных легионов» из военнопленных народов Кавказа и Средней Азии. Согласившихся отправляли в подготовительный лагерь в Беньяминово, в котором кандидатов переодевали в старую трофейную военную форму и разделяли по ротам, взводам и отделениям. После этого с кандидатами начинались занятия по усвоению немецких команд и уставов, строевой и общефизической подготовке, а также занятия по политическому воспитанию.
В Легионово лагерь действовал с весны 1942 года до сентября 1942 года, при этом летом 1942 года штаб восточных легионов был перемещён в Радом, и в Легионово остался только учебный лагерь «туркестанского легиона» (начальником которого являлся капитан Ернеке). Одновременно в лагере находилось не более 200 кандидатов, разделённых на три взвода (в сентябре 1942 года лагерь был переведён из Легионово в польское местечко Валуппен).
Кроме того, к вербовке уроженцев Средней Азии (для использования в качестве разведывательно-диверсионной агентуры) было привлечено одно из подразделений немецкого разведывательного органа предприятие «Цеппелин» (подотдел Z2D отдела Z2). В дальнейшем, отобранные для подготовки кандидаты поступали в «туркестанское» отделение военной школы «ваффеншулле» при Главная команда "Россия-Юг" (школа состояла из двух отделений — «кавказского» и «туркестанского») и в «туркестанскую» роту при 111-й пехотной дивизии вермахта, которая вела борьбу с советскими партизанами и разведывательно-диверсионными группами на побережье Азовского моря.
24 апреля 1942 года начальник общего управления командования Армии резерва генерал пехоты Фридрих Ольбрихт издал «Директиву для формирования восточных легионов» (устанавливавшую принципы создания «восточных батальонов», в том числе батальонов «туркестанского легиона»).
Весной 1942 года первые два туркестанских батальона (450-й и 452-й) завершили обучение.
Поскольку вербовка добровольцев в «туркестанский легион» проходила медленно, уже в середине 1942 года запись кандидатов проводилась с применением шантажа и угроз.
До конца 1942 года в «генерал-губернаторстве» были подготовлены и отправлены на Восточный фронт шесть туркестанских батальонов «первой волны» (450, 452, 781—784). В начале 1943 года в «генерал-губернаторстве» была завершена подготовка ещё пяти туркестанских батальонов «второй волны» (785—789). Во второй половине 1943 года в «генерал-губернаторстве» были подготовлены ещё три туркестанских батальона (790—792). Таким образом, всего до упразднения штаба командования восточными легионами в октябре 1943 года в Польше было сформировано 14 туркестанских батальонов (450-й, 452-й, 781—792-й).
В сентябре 1942 года на Восточный фронт прибыли первые две роты Туркестанского легиона, которые разделили повзводно, влили в состав немецких подразделений и использовали в боях на Астраханском направлении.
Осенью 1942 года во время наступления немецких войск на Туапсе в составе 17-й немецкой армии участвовали в боевых действиях 452-й и 781-й туркестанские батальоны.
В дальнейшем, количество подразделений Туркестанского легиона на Астраханском направлении было увеличено до трёх пехотных батальонов (450-й, 782-й и 811-й), которые находились в подчинении штаба войск охраны тыла в Элисте, но были приданы 16-й моторизованной дивизии вермахта.
17 октября 1942 года выведенный из Элисты батальон Туркестанского легиона занял позиции на линии фронта в селении Омн Кемрючи, на сторону советских войск добровольно перешли два военнослужащих батальона, которые сообщили данные разведывательного характера о батальоне, а также рассказали о том, что ещё несколько легионеров дезертировали во время выдвижения батальона по маршруту через Изюм и Элисту к линии фронта.
После начала наступления советских войск под Сталинградом в декабре 1942 года туркестанские батальоны оказались на участке наступления 28-й армии.
450-й, 782-й и 811-й туркестанские батальоны находились на астраханском направлении с сентября 1942 года по январь 1943 года, за этот период времени потери 450-го батальона убитыми, ранеными и пропавшими без вести составили почти 20 % личного состава (188 из 961 военнослужащих), 452-го батальона — 11 % личного состава, 782-го батальона — 12 % личного состава, 811-го батальона — 9 % личного состава. 7 января 1943 года заслуги личного состава 450-го, 782-го и 811-го туркестанских батальонов были отмечены в приказе 16-й моторизованной дивизии вермахта, в котором отмечалось, что легионеры «завоевали право носить немецкую военную форму»
23 января 1943 года «штаб формирования восточных легионов» был переименован в командование восточными легионами (Kommando der Ostlegionen).
После победы советских войск под Сталинградом боеспособность ряда «восточных» военизированных и охранно-полицейских формирований ухудшилась, в результате в 1943 году немцы разоружили несколько признанных ненадёжными «восточных» батальонов (в том числе, 8-й туркестанский батальон).
Ещё во время битвы за Кавказ и особенно после её окончания немецкое командование начало отводить «восточные части» в тыл, для переформирования, пополнения и отдыха. В результате, в январе — апреле 1943 года с Северного Кавказа в Крым были выведены 452-й, 811-й и I/370-й туркестанские батальоны (при этом, после завершения их передислокации общая численность прибывших в Крым легионеров — «туркестанцев» составила 250 человек). В октябре — ноябре 1943 года в связи с ликвидацией советскими войсками немецкого плацдарма на Кубани и эвакуации немецкой 17-й армии в Крым количество легионеров — «туркестанцев» в распоряжении немецкого командования увеличилось, что позволило пополнить I/370-й туркестанский батальон личным составом.
Однако служившие в подразделениях «туркестанского легиона» легионеры-калмыки в первом полугодии 1943 года были переданы на пополнение Калмыцкого кавалерийского корпуса.
25 мая 1943 года в Нойхаммере была сформирована экспериментальная 162-я пехотная дивизия вермахта под командованием генерал-майора фон Нидермайера, источником личного состава для которой стали легионеры Туркестанского, Азербайджанского и Грузинского легионов (в составе дивизии были сформированы 303-й Туркестанский пехотный полк и 236-й Туркестанский артиллерийский полк, укомплектованные немецким кадровым персоналом и легионерами-«туркестанцами»). При этом, с целью повышения надёжности и боеспособности дивизии, соотношение немецкого личного состава и «легионеров» составляло 1:1. В сентябре 1943 года дивизия была направлена в Словению, а в 1944 году — в Италию, где использовалась для несения охранной службы и борьбы с партизанами.
В мае 1943 года 786-й туркестанский батальон (3-й батальон туркестанского легиона) находился в Речице и использовался для борьбы с партизанами. Летом 1943 года военнослужащие этого батальона установили контакты с партизанами и были привлечены к активной антинемецкой деятельности, однако были выявлены находившейся в батальоне немецкой агентурой. После этого немцы расформировали батальон.
13 июня 1943 года при ОКХ был создан инспекторат тюркских и кавказских формирований, должность генерал-инспектора в котором занял генерал от кавалерии Э. Кёстринг (28 декабря 1943 года должность была упразднена в связи с расформированием инспектората).
В середине 1943 года на территории «генерал-губернаторства» началось формирование туркестанских рабочих батальонов (всего во втором полугодии 1943 года было сформировано пять таких батальонов: 1-й, 2-й, 3-й, 4-й и запасной туркестанские строительные батальоны).
29 сентября 1943 года А. Гитлер распорядился снять все «восточные» подразделения и части с Восточного фронта как недостаточно надёжные и направить их для несения службы в Западную Европу. 2 октября 1943 года немецкий Генеральный штаб отдал приказ № 10570/43 о переводе «восточных легионов» во Францию, передислокация частей была в основном выполнена в первой половине ноября 1943 года.
После того, как осенью 1943 года Главная команда предприятия «Цеппелин» «Россия-Юг» выбыла в Германию, в конце 1943 года остатки туземных рот «ваффеншулле» Главной команды предприятия «Цеппелин» «Россия-Юг» (ранее отступавшие вместе с немецкими войсками по маршруту Херсон — Николаев) передали в приемно-распределительный лагерь Замберг (официальное наименование «SS Sonderlager Samberg», условное наименование — «Военный лагерь РОА»), находившийся в 1,5 км от станции Брайтенмаркт в Верхней Силезии
В конце 1943 года было принято решение использовать личный состав подразделений «туркестанского легиона» для создания подразделения в составе войск СС. После урегулирования организационных вопросов, в начале 1944 года был создан 1-й Восточно-мусульманский полк СС, на основе которого было создано Восточно-тюркское соединение СС (источником личного состава для которого стали 782-й, 786-й, 790-й и 791-й туркестанские, 818-й азербайджанский и 813-й волжско-татарский батальоны).
1 февраля 1944 года немецкое командование начало реорганизацию «восточных» формирований во Франции, с целью повышения боеспособности, к 15 мая 1944 года количество немецкого кадрового персонала в каждом туркестанском батальоне было увеличено до 95 человек.
В сентябре 1944 года оставшийся личный состав «ваффеншулле» Главной команды предприятия «Цеппелин» «Россия-Юг» (находившийся в приёмно-распределительном лагере Замберг) распределили по туркестанским частям в качестве пополнения.
26 ноября 1944 года по распоряжению В. Шелленберга для подготовки пропагандистов, предназначенных для работы с личным составом «туркестанского легиона», советскими военнопленными из мусульманских народов Кавказа и Средней Азии и ведения пропаганды на части РККА, укомплектованные личным составом из мусульманских народов была открыта «школа мулл» (позже «школу мулл» с примерно 50 учениками присоединили к филиалу РСХА «Arbeitsgemeinschaft Turkestan» в Дрездене, деятельностью которого руководил К. Шломс).

## Участие в военных действиях
Согласно И. А. Гилязову, отдельные батальоны Восточных легионов (в том числе и Туркестанского) принимали участие в военных действиях. В 1942—1943 годах, по меньшей мере шесть туркестанских батальонов участвовали в битве за Кавказ. По данным Олафа Каро, на Сталинградском направлении в боях принимали участие три туркестанских батальона, из них большинство легионеров погибли, а уже в самом конце войны шесть туркестанских батальонов были задействованы в обороне Берлина.
Весной — летом 1943 года на Украину прибыло несколько туркестанских батальонов, которые предполагалось использовать для борьбы против партизанского движения. К середине августа 1943 года общее число восточных легионеров в районе Львова достигает уже 31 000 бойцов. 29 сентября 1943 года А. Гитлер отдал распоряжение о переводе этих формирований с Восточного фронт на Западный, и командование Восточных легионов было переведено в город Мийо на юге Франции. В конце 1943 года Туркестанский легион был переброшен во Францию в составе других формирований Восточных легионов.
По данным Клода Дельпла, французского историка и автора работ по истории французского сопротивления, не менее шести батальонов Туркестанского легиона дислоцировались в районе департамента Тарн на юге Франции, еще больше — в районах Верхней Гаронны, Арьежа и Альби. Помимо бойцов Туркестанского легиона, во Франции также оказались туркестанцы, которые, воевали в составе Интернациональных бригад в Испании.

## Перебежчики из легиона
Известны случаи нападений легионеров на немецких военнослужащих:
- Так, в октябре 1942 года санитар 452-го туркестанского батальона Тоулетай Хасанов втайне от немцев собрал на месте боя несколько ручных гранат, а затем покинул расположение части и забросал гранатами группу немецких солдат[27].

Известны случаи перехода легионеров на сторону советских войск:
- Так, 3 октября 1942 года у села Папоротниково забросали гранатами группу немецких солдат и с оружием перешли через линию фронта в расположение Черноморской группы войск три легионера 452-го туркестанского батальона: казахи Ибрай Тулебаев, Александр Бергенов и узбек Сытдык Хасанов[6][28]
- За время нахождения на фронте (с сентября 1942 года по январь 1943 года), на сторону советских войск бежали 43 военнослужащих 781-го туркестанского батальона (после этого, батальон был выведен в тыл)[5]
- 13 сентября 1943 года у деревни Купчихи (в районе Обояни) уничтожил всех 60 находившихся в расположении немецких солдат и офицеров, а затем перешёл через линию фронта в расположение 74-й стрелковой дивизии РККА 781-й туркестанский батальон со всем имевшимся оружием и обозом (370 легионеров — в основном, узбеков по национальности), помимо винтовок имевший на вооружении две противотанковые пушки, шесть 50-мм ротных миномётов, 7 станковых и 30 ручных пулемётов[21].
- Командир роты «туркестанского легиона» Мустафаев (взятый в плен советскими войсками в начале 1945 года во время боёв на одерском плацдарме) начал сотрудничать с советской военной разведкой 1-го Белорусского фронта и весной 1945 года был переброшен через линию фронта для проведения разведки в южной Германии. В результате этой операции было установлено, что немецкие разведывательные органы проводят передислокацию своих сотрудников, архивов и части агентов из числа бывших граждан СССР из восточной Германии и района Берлина в район городов Ульм и Штутгарт с целью использовать их после окончания войны[29]

Известны случаи перехода легионеров на сторону советских и югославских партизан:
- Так, весной 1943 года в районе села Забуянье к партизанам Сумского партизанского соединения С. А. Ковпака с оружием пришёл взвод «туркестанского легиона» из бывших советских военнопленных — казахов по национальности, которых немцы поставили для охраны железной дороги Коростень — Киев. Все они были приняты в состав отряда и в дальнейшем участвовали в боях с нацистами[30]
- Ещё несколько бежавших к партизанам бывших легионеров воевало в партизанских отрядах под командованием Бабаходжаева и Рахманова, входивших в состав партизанского соединения А. М. Грабчака, которое действовало на территории Житомирской области[31]
- 15 мая 1944 года 28 легионеров перешли с оружием к партизанам НОАЮ, в дальнейшем они участвовали в партизанском движении на территории Югославии и Болгарии[32].

## Личный состав
Иностранный личный состав Туркестанского легиона имел статус «иностранных добровольцев вермахта» (Freiwillige), немецкий командный и кадровый состав являлся военнослужащими немецкой армии.
Источником пополнения Туркестанского легиона являлись военнопленные Красной Армии, а также эмигранты и беженцы, осевшие в европейских странах и в Турции, в том числе их потомки.

## Символика
Цветовая гамма эмблемы Туркестанского легиона повторяла цвета флага Кокандской автономии.

## Память, отражение в культуре и искусстве
- «В 26-го не стрелять» (СССР, 1966) — фильм производства советской киностудии «Узбекфильм»[33].
- Мой путь (Южная Корея, 2011) — представлены в южнокорейском фильме.